# Museo arcivescovile di Ravenna
Il museo arcivescovile di Ravenna ha sede nel Palazzo Arcivescovile, nel centro storico della città. Fondato nel 1734, è il primo museo diocesano sorto in Italia.

## Storia
Nei primi decenni del XVIII secolo, il vescovato decise di demolire e poi ricostruire ex novo la cattedrale medioevale di Ravenna. L'edificio ospitava molti oggetti d'arte appartenenti alla precedente cattedrale paleocristiana, sorta quando la capitale dell'Impero romano era stata trasferita da Milano.
I mosaici, le epigrafi, i capitelli e le lapidi furono asportati. L'arcivescovo Maffeo Nicolò Farsetti (1727-1741) decise di non ricollocarli nella nuova chiesa, ma di raccoglierli in un luogo apposito. Dopo alcuni anni di chiusura, il Museo è stato riaperto nel 2010 in seguito a una serie di interventi di carattere strutturale e impiantistico che ne hanno garantito un nuovo assetto espositivo. Alcuni di questi interventi sono stati realizzati anche grazie ai fondi del Gioco del Lotto, in base a quanto regolato dalla legge 662/96.

## Descrizione

### Opere

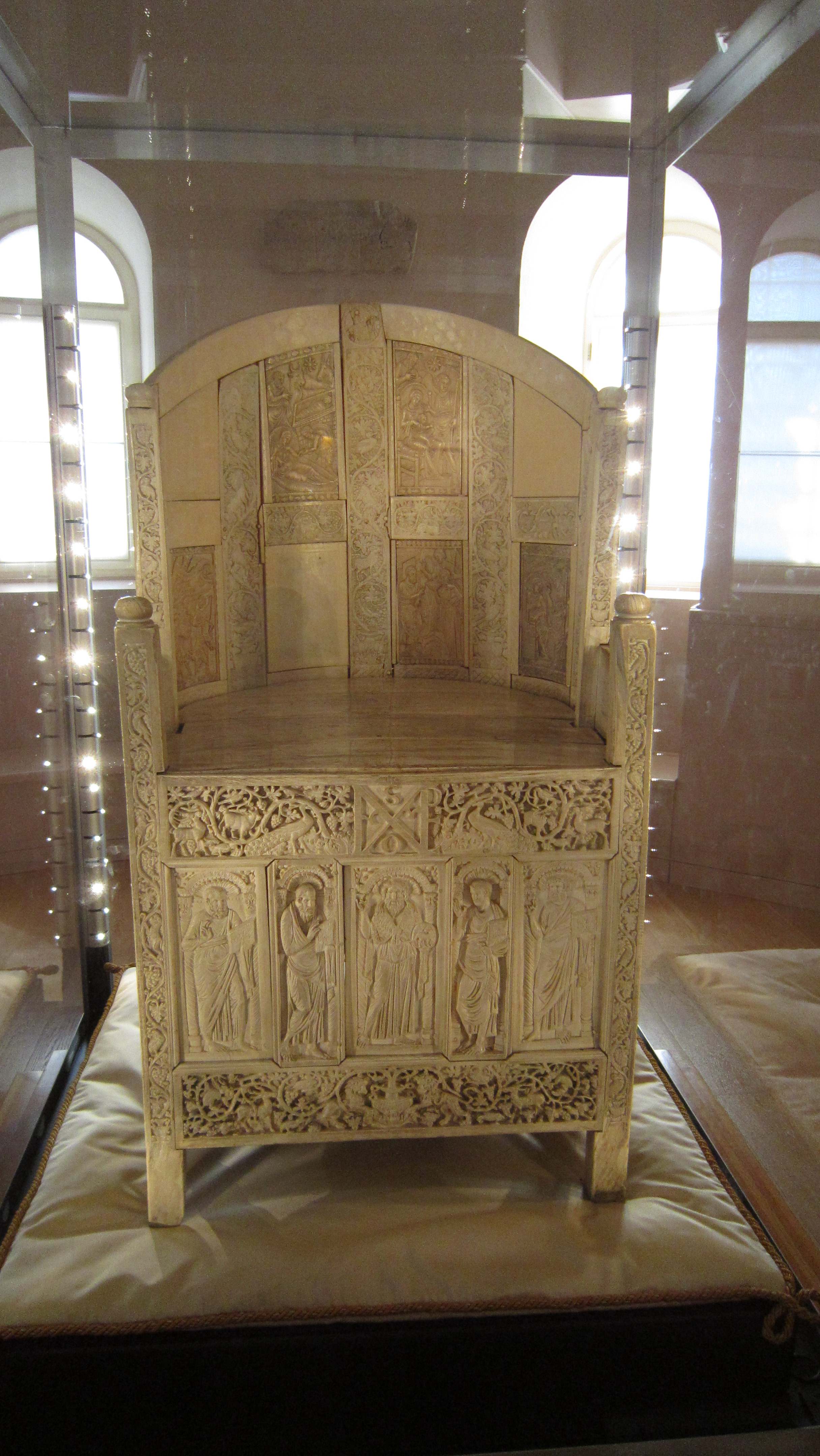
Cattedra vescovile di Massimiano, nella teca presente sulla torre Salustra

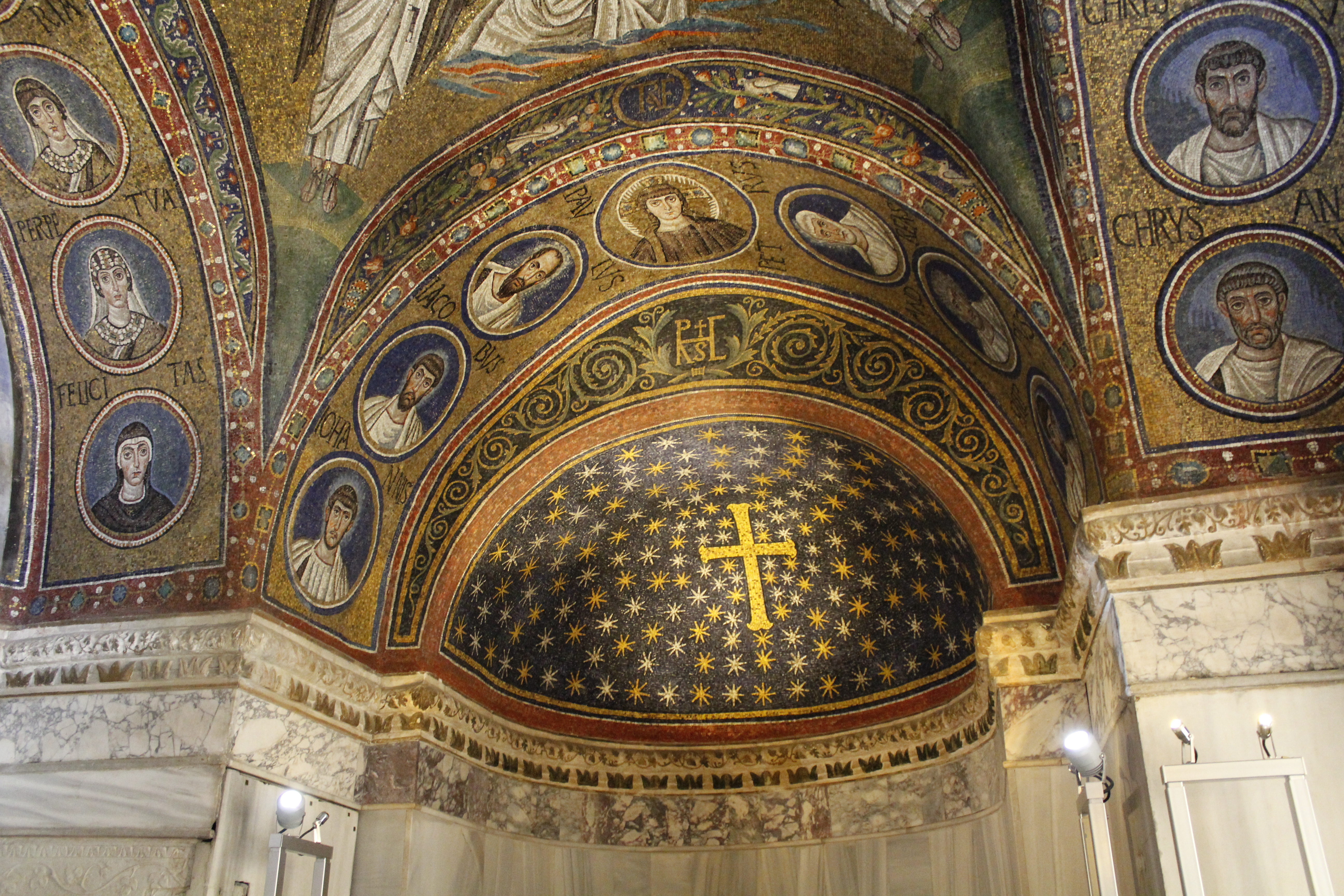
Abside della cappella arcivescovile di Sant'Andrea

Il percorso espositivo, costituito da quattro sale, è molto suggestivo, poiché si alternano in esso ambienti storici, reperti archeologici e opere d'arte. Di notevole rilievo ed interesse:
- l'ambone, proveniente dalla chiesa dei Santi Giovanni e Paolo;
- una statua bizantina acefala, forse raffigurante Giustiniano (VI secolo), in porfido;
- la lastra con il calendario pasquale (VI secolo), in marmo;
- la croce dell'arcivescovo Agnello (VI secolo), in argento;
- i mosaici (XII secolo) dell'abside dell'antica cattedrale ursiana[2], fra cui l'immagine della Madonna in preghiera;
- frammenti tessili;
- una pianeta del X secolo ed un'altra del XIII secolo.

### La Torre Salustra
Completa la visita la torre romana detta Salustra, dove è esposta:
- la Cattedra vescovile di Massimiano (VI secolo), in avorio.

### La Cappella Arcivescovile
La visita al Museo offre infine un'emozionante sorpresa: la Cappella Arcivescovile di Sant'Andrea, costruita come oratorio privato da Pietro II, vescovo di Ravenna (494 - 519), e decorata con splendidi mosaici dell'inizio del V secolo, fra cui spiccano:
- nella lunetta Gesù Cristo vincitore che calpesta un leone ed un serpente;
- nella volta Quattro angeli che sorreggono il monogramma di Cristo;
- nei sottoarchi si alternano Medaglioni con busti dei santi.

È l'unica cappella vescovile dell'antichità cristiana giunta fino a noi. Nel 1997 è stata dichiarata dall'UNESCO (insieme ad altri sette monumenti di Ravenna) "Patrimonio dell'umanità".
Il museo è dotato di un sistema di pannelli informativi Braille per i non vedenti.